# Kohlmühle (Nennslingen)
Kohlmühle ist ein Gemeindeteil des Marktes Nennslingen im Landkreis Weißenburg-Gunzenhausen (Mittelfranken, Bayern). Kohlmühle liegt in der Gemarkung Nennslingen.

## Geografie
Die Mühle liegt im Anlautertal knapp 2 km südöstlich von Nennslingen, nahe Gersdorf. Die Anlauter fließt hindurch. An der Kohlmühle führt im Osten die Kreisstraße WUG 16 vorbei. Südwestlich verläuft der Anlautertal-Radweg.

## Namensdeutung
Als Mühle an einer Furt der Anlauter erhielt sie um 1600 den neuen Namen „Kolbenmühle“, weil entweder der Besitzer Kolb hieß oder an der Mühle Rohrkolben wuchsen; mundartlich entwickelte sich daraus „Kohlmühle“, die Schriftsprache übernahm diese Bezeichnung. Eine andere Deutung will „Kolb“ als Abkürzung von „Colomann“ sehen; eine St. Colomann-Kirche gab es als alte Pilgerkapelle in Burgsalach.

## Geschichte
Erstmals ist die Mühle 1219 urkundlich erwähnt; sie war im Besitz des Burgsalacher Ortsadels und wurde gemäß dieser Urkunde dem Kloster Rebdorf gestiftet. 1486 kam sie an den Bischof von Eichstätt. 1502 erscheint die Mühle unter dem Namen „Furtmül“; sie gehörte zu dieser Zeit dem Wilhelm Erlingshofener zu Bechtal. 1570 ist das Mühlenanwesen in einem Salbuch der Schenken von Geyern aufgeführt. 1577 ging die Mühle von Endres Beckh auf die Familie Vollandt über, die sie bis zur Mitte des 17. Jahrhunderts in Besitz hält. In einem Beleg von 1600 heißt die Mühle „Kolbenmül“ und gehört ins eichstättische Amt Raitenbuch. Einhundert Jahre später hat sich am Mühlennamen nichts geändert: Für 1705 ist als „Kolbenmüller“ ein Hanß David Leißlein belegt; seit 1655 ist sie im Besitz der Familie Leußler/Leißlein. 1722 ist von der „Kolben- od(er) Furth Mühl“ die Rede.
Mit Nennslingen unterstand die Kohlmühle dem ansbachischen, seit 1792 preußischen Oberamt Stauf-Geyern. Mit dem Ende des Heiligen Römischen Reichs kam sie mit Nennslingen (bis 1875 „Nensling“ geschrieben) an das Königreich Bayern und dort ab 1809 an das Landgericht Raitenbuch und ab 1812 an das Landgericht Greding. Ein halbes Jahrhundert später stand ein erneuter Wechsel in der Verwaltungszugehörigkeit an: Zum 1. Oktober 1857 kam die Kohlmühle mit Nennslingen und weiteren sechs Gemeinden aus dem Landgericht Greding in das Landgericht Weißenburg, aus dem sich der heutige Landkreis Weißenburg-Gunzenhausen entwickelte. Zunächst war die Kohlmühle durch das königliche Reskript vom 7. August 1808 mit vier weiteren Mühlen, dem Kappelhof, Burgsalach, Pfraunfeld, Indernbuch und Nennslingen selbst dem Steuerdistrikt Nennslingen zugeteilt, der unter Ausschluss von Burgsalach, Pfraunfeld und Indernbuch 1811 zur Ruralgemeinde (Landgemeinde) umgestaltet wurde. Seit dem 1. Mai 1978 sind die ehemals selbstständigen Gemeinden Nennslingen (mit der Kohlmühle und anderen Ortsteilen), Biburg, Gersdorf und Wengen im Zuge der Gemeindegebietsreform im Markt Nennslingen vereinigt.
Seit 1856 ist die Mühle im Besitz der Familie Obermeyer. In der Kunstmühle werden Dinkel, Weizen und Roggen gemahlen. Die Familie betreibt einen Mühlenladen für Bio- und Naturkostprodukte.

### Einwohnerentwicklung
- 1824: 8 Einwohner, 1 Anwesen[10]
- 1861: 4 Einwohner, 4 Gebäude[14]
- 1950: 19 Einwohner, 1 Wohngebäude[15]
- 1961: 15 Einwohner, 1 Wohngebäude[16]
- 1987: 7 Einwohner, 2 Gebäude mit Wohnraum[1]